# C・モンターギュ・ショウ
C・モンターギュ・ショウ（C. Montague Shaw、1882年3月23日 - 1968年2月6日）は、オーストラリアの男優。

## 出演作品
- 大空の戦士　サンダーバード
- レッド・バロンとサタン博士
- 原子未来戦（ヒューア博士）